# Crédit Agricole (Suisse)
Die Crédit Agricole (Suisse) SA ist eine auf die Vermögensverwaltung spezialisierte Schweizer Bank mit Sitz in Genf. Sie ist eine Tochtergesellschaft des französischen Crédit Agricole und entstand 2005 durch die Fusion der Crédit Lyonnais (Suisse) SA und der Crédit Agricole Indosuez (Suisse) SA. 
Crédit Agricole (Suisse) SA ist hauptsächlich in der Vermögensverwaltung für private und institutionelle Investoren tätig sowie im Kreditgeschäft. Mit einer konsolidierten Bilanzsumme von CHF 29,3 Mrd. ist sie die drittgrösste ausländisch beherrschte und insgesamt die neuntgrösste Bank der Schweiz. Die verwalteten Vermögen belaufen sich auf rund CHF 52 Mrd. Das Unternehmen beschäftigt 1’156 Mitarbeiter und erwirtschaftete 2006 einen Reingewinn von CHF 197 Mio. Die Bank ist, neben dem Hauptsitz in Genf, in Zürich, Basel, Lausanne, Lugano, Hongkong, Singapur, Beirut, Montevideo, Nassau (Bahamas), Karatschi und London vertreten. 